# George Byng
Pour les articles homonymes, voir Byng.
George Byng (27 janvier 1663 – 17 janvier 1733), 1er vicomte Torrington, amiral anglais, commanda l'escadre qui prit Gibraltar, 1704, porta des secours à Barcelone assiégée par le duc d'Anjou, 1706, s'opposa avec succès aux invasions tentées à diverses reprises par la France et la Suède en faveur du prétendant, et battit la flotte des Espagnols près du cap Passaro, 1718. Il fut, en récompense, créé chevalier du Bain et vicomte Torrington (en). Il fut nommé Contre-Amiral de Grande-Bretagne en 1720. Appelé au ministère comme trésorier et lord de l'amirauté, il y soutint sa réputation d'habileté et de prudence. Il est le père de Pattee Byng (2e vicomte Torrington), George Byng (3e vicomte Torrington) et de John Byng.